# Lijst van schilderijen in het Rijksmuseum Amsterdam/Aa-Am
Lijst van schilderijen in het Rijksmuseum Amsterdam met werken van schilders van wie de achternaam begint met de letters Aa t/m Am. Vermeldingen in het grijs geven aan dat het werk geen deel meer uitmaakt van de collectie van het Rijksmuseum, bijvoorbeeld omdat het in bruikleen gegeven is aan een andere instelling of omdat het teruggegeven is aan de bruikleengever.
| Inventarisnummer | Toeschrijving                         | Titel                                                                                  | Datering      | Afbeelding |
| ---------------- | ------------------------------------- | -------------------------------------------------------------------------------------- | ------------- | ---------- |
| SK-A-1300        | Toegeschreven aan Dirk van der Aa     | De verkoop van Cupido's Zie De verkoop van Cupido's en Het kortwieken van Cupido's     | 1775-1800     |            |
| SK-A-1301        | Toegeschreven aan Dirk van der Aa     | Het kortwieken van Cupido's Zie De verkoop van Cupido's en Het kortwieken van Cupido's | 1775-1800     |            |
| SK-A-1412        | Omgeving van Hans von Aachen          | Portret van Matthias, keizer van het Heilige Roomse Rijk                               | 1600-1625     |            |
| SK-A-998         | Jacob Abels en Pieter Frederik van Os | Gelderse weide in de middag                                                            | 1830-1833     |            |
| SK-A-1798        | Oswald Achenbach                      | Italiaanse marktdag                                                                    | 1875-1900     |            |
| SK-C-1741        | Willem van Aelst                      | Stilleven met horloge                                                                  | 1637-1683     |            |
| SK-A-1669        | Willem van Aelst                      | Stilleven met gevogelte                                                                | 1658          |            |
| SK-A-2528        | Hendrick Aerts                        | Gefantaseerd renaissance paleis                                                        | 1602          |            |
| SK-A-3           | Pieter Aertsen                        | De eierdans                                                                            | 1552          |            |
| SK-C-392         | Pieter Aertsen                        | De aanbidding der herders (fragment)                                                   | Ca. 1560      |            |
| SK-C-1301        | Pieter Aertsen                        | De aanbidding van de koningen                                                          | Ca. 1560      |            |
| SK-C-1458        | Pieter Aertsen                        | De aanbidding van de koningen                                                          | Ca. 1560      |            |
| SK-C-461         | Pieter Aertsen                        | Vleugel van een altaarstuk met de aanbidding der koningen en de opdracht in de tempel  | Ca. 1560      |            |
| SK-A-1909        | Pieter Aertsen                        | Vleugel van een altaarstuk met de aanbidding der koningen en de opdracht in de tempel  | Ca. 1560      |            |
| SK-A-2398        | Pieter Aertsen                        | Keukenstuk                                                                             | 1560-1565     |            |
| SK-A-4892        | Pieter Aertsen                        | De genezing van de lamme van Bethesda                                                  | 1575          |            |
| SK-A-4909        | Toegeschreven aan Macrino d'Alba      | De heilige Paulus                                                                      | 1490-1527     |            |
| SK-A-651         | Joannes Echarius Carolus Alberti      | Krijgsman met lans en schild                                                           | 1808          |            |
| SK-A-652         | Joannes Echarius Carolus Alberti      | Krijgsman met getrokken zwaard                                                         | 1808          |            |
| SK-A-641         | Joannes Echarius Carolus Alberti      | Proculeius weerhoudt Cleopatra ervan zich te doorsteken                                | 1810          |            |
| SK-A-1726        | Abraham Alewijn                       | Het admiraalzeilen op het IJ voor Amsterdam                                            | 1701          |            |
| SK-A-1729        | August Allebé                         | Stilleven met oosterse muilen                                                          | 1873          |            |
| SK-A-1730        | August Allebé                         | Een jonge vrouw                                                                        | 1863          |            |
| SK-A-1731        | August Allebé                         | Nadagen                                                                                | 1863          |            |
| SK-A-1799        | August Allebé                         | Vroeg ter kerke                                                                        | 1861          |            |
| SK-A-2295        | August Allebé                         | Het welbewaakte kind                                                                   | 1867          |            |
| SK-A-3095        | August Allebé                         | De vlinders                                                                            | 1871          |            |
| SK-A-3266        | August Allebé                         | Portret van een jongen                                                                 | 1856          |            |
| SK-A-3267        | August Allebé                         | Oude vrouw bij de haard                                                                | Ca. 1850-1875 |            |
| RP-T-1950-205    | August Allebé                         | Ontwerp voor een dessus-de-porte, tak met pauw en andere vogels                        | 1874          |            |
| SK-A-1           | Naar Cristofano Allori                | Judith met het hoofd van Holofernes                                                    | 1600-1700     |            |
| SK-A-2652        | Laura Theresa Alma-Tadema             | Airs and graces                                                                        | 1872-1909     |            |
| SK-A-5050        | Laura Theresa Alma-Tadema             | Anna bladerend door een prentenmap                                                     | 1874          |            |
| SK-A-2289        | Lourens Alma Tadema                   | Maria Magdalena                                                                        | 1854          |            |
| SK-A-4173        | Lourens Alma Tadema                   | Maria Magdalena                                                                        | 1854          |            |
| SK-C-676         | Lourens Alma Tadema                   | De Egyptische weduwe                                                                   | 1872          |            |
| SK-A-2427        | Lourens Alma Tadema                   | De Egyptische weduwe                                                                   | 1872          |            |
| SK-A-2664        | Lourens Alma Tadema                   | De dood van de eerstgeborene van de Farao                                              | 1872          |            |
| SK-A-1620        | Sybrand Altmann                       | Portret van Johan Theodore Stracké                                                     | 1850-1890     |            |
| SK-A-1481        | Alexander Adriaenssen                 | Stilleven met vis                                                                      | 1660          |            |
| SK-C-805         | Alexander Adriaenssen                 | Stilleven met gevogelte                                                                | 1632          |            |
| SK-A-2544        | Alexander Adriaenssen                 | Stilleven met gevogelte                                                                | 1632          |            |
| SK-C-1434        | Niccolò Alunno                        | Kruisiging                                                                             | 1435-1502     |            |
| SK-A-4008        | Niccolò Alunno                        | Kruisiging                                                                             | 1435-1502     |            |